# 三奇寺水库
三奇寺水库是中国重庆市荣昌县境内的一座水库，位于濑溪河支流奇龙穴沟上，建于1983年。水库正常库容为837万立方米，平均水深为20.00米，集雨面积为13平方千米，海拔为389.85米。